# Albá (Palas de Rey)
Albá (llamada oficialmente Santiago de Albá) es una parroquia y una aldea española del municipio de Palas de Rey, en la provincia de Lugo, Galicia.

## Organización territorial
La parroquia está formada por nueve entidades de población, constando tres de ellas en el nomenclátor del Instituto Nacional de Estadística español:
- Albá
- A Aldea de Abaixo
- O Campo
- Gundiá
- O Outeiro
- O Pereiró
- Sande
- Surribas
- Vilafofe

## Demografía

### Parroquia
| Gráfica de evolución demográfica de Albá (parroquia) entre 2000 y 2020 |
|                                                                        |
| Datos según el nomenclátor publicado por el INE.                       |

### Aldea
| Gráfica de evolución demográfica de Albá (aldea) entre 2000 y 2020 |
|                                                                    |
| Datos según el nomenclátor publicado por el INE.                   |

## Patrimonio
- La iglesia de Santiago de Albá es románica de finales del siglo XII, con reformas posteriores. Frontis con puerta principal de arco de medio punto con dos arquivoltas abocinadas, tímpano adintelado con cruz incisa inscrita en un círculo y capiteles sencillamente decorados. En el lateral sur tiene otra puerta románica muy decorada.
- Crucero de Albá.